# Jordskugga

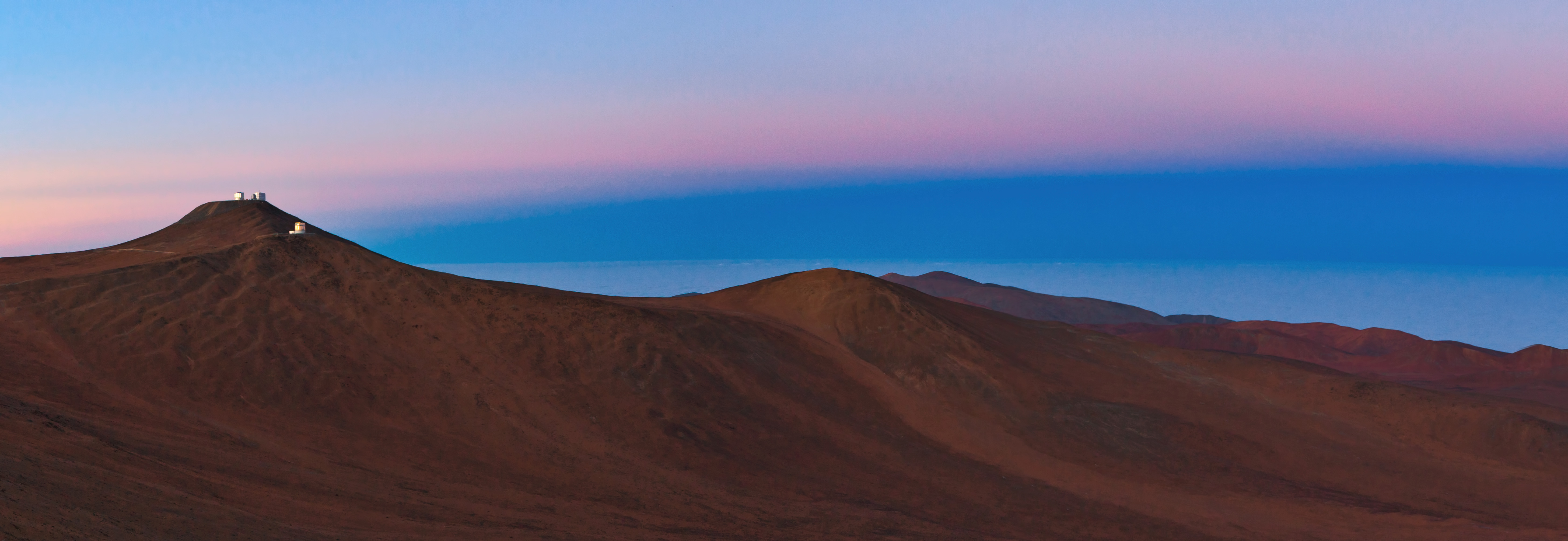
Jordskugga (det mörka blå bandet) över ett landskap i gryningen i Atacamaöknen. Över jordskuggan syns ett rosafärgat band, det optiska fenomen som kallas venusbälte.

Jordskugga (bestämd form jordskuggan) är skuggan som jorden själv kastar genom sin atmosfär och ut i rymden, mot antisolpunkten. Jordens skugga kan ses vid månförmörkelse, då jordens skugga träffar månen som därmed blir förmörkad, helt eller delvis. Men jordskuggan kan också ses som ett atmosfäriskt optiskt fenomen i form av ett mörkare band över horisonten på himlen  i väster strax före soluppgången. Samma fenomen med mörk band över horisonten kan också ses på himlen i öster i samband med solnedgången. Fenomenet syns tydligast vid gynnsamt väder, innebärande en molnfri, klar himmel. Jordskuggan framträder också tydligast när horisonten är låg och observatörens position är hög (som till exempel över ett hav från ett berg). Före soluppgången avtar jordens skugga när solen går upp, tills det blir dag. Efter solnedgången stiger skuggan när solen går ner, tills det blir natt. Att jordens skugga syns på himlen på motsatta sidan om solen vid soluppgång och solnedgång beror på att en del av solljuset då blockeras av horisonten på den sida där solen befinner sig, innebärande ingen direkt spridning av solljus i atmosfären närmast den motsatta horisonten, samtidigt som solljuset når och sprider sig högre upp i atmosfären. Över jordskuggan syns på himlen, genom ljusspridning och ljusreflektion i atmosfären, ett rosafärgat band, ett optiskt fenomen som kallas venusbälte. Den rosa färgen beror på att solljuset som ger upphov till detta optiska fenomen färdats långt genom atmosfären, vilket gjort att blått ljus spridits bort så att mest rött ljus når ögonen.
Jordskuggan kan ibland kallas för "det mörka segmentet" (av himlen). Detta uttryck relaterar i sitt sammanhang till uttrycket "det ljusa segmentet", som i sammanhanget då syftar på den ljusare himlen över jordskuggan. Uttrycken går tillbaka till den tyska meteorologen och fysikern Wilhelm von Bezolds (1837–1907) beskrivning av skymningens olika faser. En annan, äldre, benämning för jordskuggan vid just skymning är motskymning.